# 尖吻斧鯔
尖吻斧鯔為輻鰭魚綱鯔形目鯔科的其中一種，分布於印尼至斐濟；北從菲律賓至新喀里多尼亞的淡水水域，體長可達39公分，棲息在淡水溪流，可做為食用魚。